# Conophytum truncatum
Conophytum truncatum (Thunb.) N.E.Br. è una pianta succulenta della famiglia delle Aizoacee endemica del Sudafrica.

## Descrizione
La pianta si caratterizza per avere un paio di foglie succulente fuse tra loro e che si rigenerano ogni anno. Sono capaci di assorbire piccole quantità d'acqua direttamente per contatto superficiale.  La pianta ha un sistema di radici filamentose molto rudimentarie. Produce una o due fiori di piccole dimensioni con frequenza annuale caratterizzati dal comportamento notturno e dal colore bianco o giallo chiaro.
È una pianta molto variabile nella forma e nel colore, variando da piccole a grandi (da 4-5 mm a 25 mm di diametro). La superficie delle foglie è coperta da macchie di colore verde intenso o rossastro, mentre il resto ha un colore grigiastro o verde chiaro.

## Distribuzione e habitat
È una pianta endemica delle Province del Capo (Sudafrica).
Crescono principalmente durante l'inverno, durante il periodo delle piogge. Dopo la fioritura, in estate, entrano in periodo di "ibernazione", evitando in questo modo le alte temperature. Sono molto comuni in zone molto soleggiate, specialmente in terreni rocciosi e vicino a piccoli arbusti.